# NGC 4157
NGC 4157 is een balkspiraalstelsel in het sterrenbeeld Grote Beer. Het hemelobject werd op 9 maart 1788 ontdekt door de Duits-Britse astronoom William Herschel.

## Synoniemen
- UGC 7183
- MCG 9-20-106
- ZWG 269.38
- FGC 1380
- IRAS 12085+5045
- PGC 38795